# Кровельный молоток
Кровельный молоток (шиферный молоток, молоток кровельщика) — вид молотка, предназначенный для кровельных работ.

## Устройство
Боёк молотка имеет полимерную накладку и рифлёную поверхность. Тыльная часть молотка оснащена гвоздодёром с острым выпирающим клином, предназначенным для пробития отверстий в металлических листах посредством удара по ним.